# 阿拉茨基維
58°35′59″N 27°08′00″E / 58.59972°N 27.13333°E

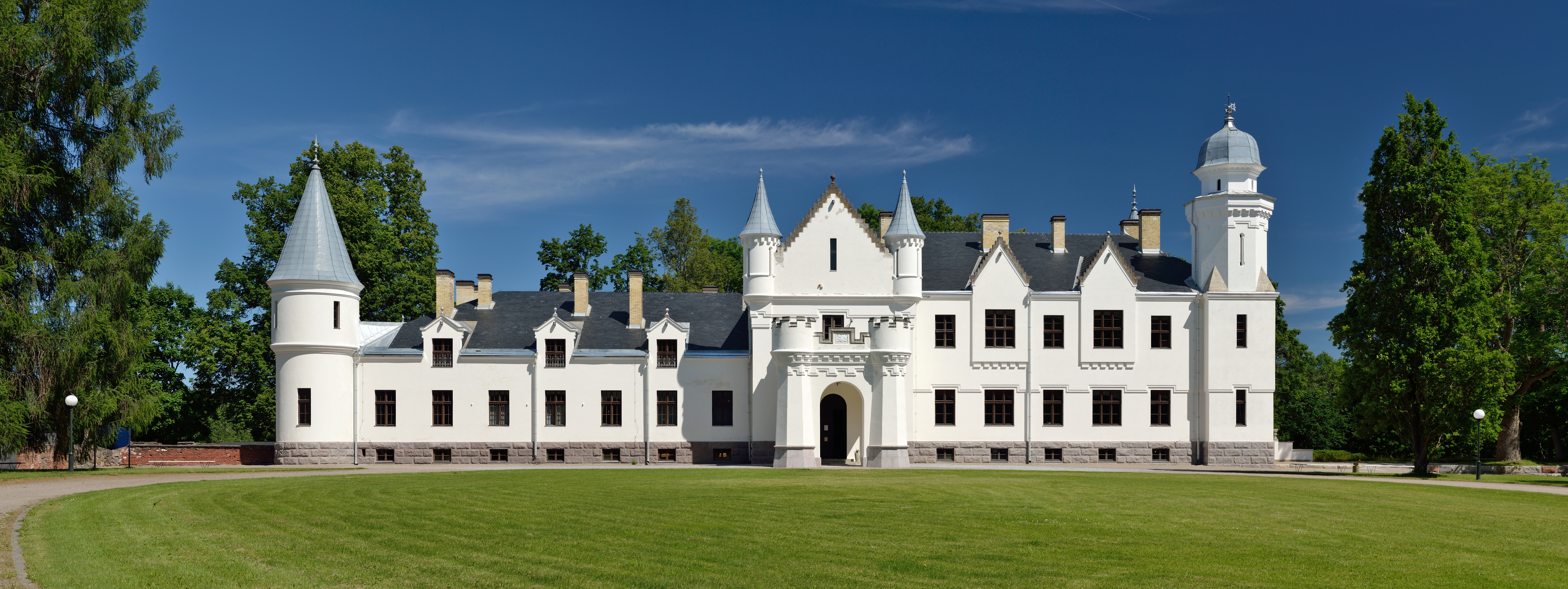
阿拉茨基维城堡

阿拉茨基維是愛沙尼亞塔爾圖縣佩普西埃雷市镇内的小鎮，位於該國東南部，曾是原阿拉茨基維市镇的行政中心，處於首都塔林東南面170公里，海拔高度48米，2010年該小鎮人口430。